# KF Malisheva
Der KF Malisheva (albanisch Klubi Futbollit Malisheva) ist ein kosovarischer Fußballverein aus der Stadt Malisheva, Kosovo. Der Verein spielt aktuell (Saison 2022/2023) in der Superliga, der höchsten kosovarischen Spielklasse. Er trägt seine Heimspiele im Liman Gegaj Stadion aus, das 1800 Plätze umfasst.
Der Verein wurde 2016 unter den Namen KF „UV“ Malisheva gegründet. Bis zum Jahr 2019 spielte das Team in der dritten Liga, die Liga e Dytë. Zur Saison 2019/20 gelang der Aufstieg in die Liga e Parë, der zweithöchsten Liga in Kosovo. Darauf gelang nach nur einem Jahr der Aufstieg in die kosovarische Superliga.

## Kader 2024/25
Stand: 27. Februar 2025
| Nr. |                | Position | Name              |
| --- | -------------- | -------- | ----------------- |
| 2   | Kosovo         | AB       | Arlind Veliu      |
| 5   | Kosovo         | AB       | Dreni Kryeziu     |
| 6   | Nordmazedonien | MF       | Besnik Ferati     |
| 7   | Kosovo         | ST       | Altin Aliu        |
| 8   | Albanien       | MF       | Mark Bushaj       |
| 9   | Kosovo         | ST       | Fatjon Bunjaku    |
| 10  | Kosovo         | ST       | Drilon Hazrollaj  |
| 11  | Kosovo         | MF       | Etnik Brruti      |
| 14  | Kosovo         | ST       | Laurent Xhylani   |
| 15  | Kosovo         | MF       | Ilir Rexha        |
| 17  | Kosovo         | MF       | Ibrahim Cervadiku |
| 20  | Kosovo         | AB       | Arbër Pira        |

| Nr. |                | Position | Name                  |
| --- | -------------- | -------- | --------------------- |
| 22  | Togo           | ST       | Elom Nya-Vedji        |
| 23  | Kosovo         | TW       | Amrush Bujupi         |
| 24  | Nordmazedonien | AB       | Edis Malikji          |
| 27  | Deutschland    | MF       | Vesel Limaj           |
| 28  | Kamerun        | MF       | Robert Mathieu Ndjigi |
| 30  | Kosovo         | MF       | Donart Vitija         |
| 31  | Nordmazedonien | TW       | Hadis Velii           |
| 33  | Kosovo         | AB       | Arbër Prekazi         |
| 34  | Albanien       | AB       | Agon Xhaka            |
| 77  | Schweden       | ST       | Valmir Berisha        |
| 91  | Kosovo         | TW       | Ilir Avdyli           |
|     | Kosovo         | MF       | Erblin Zogaj          |

## Europapokalbilanz
| Saison  | Wettbewerb             | Runde                  | Gegner                 | Gesamt | Hin     | Rück    |
| ------- | ---------------------- | ---------------------- | ---------------------- | ------ | ------- | ------- |
| 2024/25 | UEFA Conference League | 1. Qualifikationsrunde | FK Budućnost Podgorica | 1:3    | 1:0 (H) | 0:3 (A) |
| 2025/26 | UEFA Conference League | 1. Qualifikationsrunde | Víkingur Reykjavík     | 0:9    | 0:1 (H) | 0:8 (A) |

Gesamtbilanz: 4 Spiele, 1 Sieg, 3 Niederlagen, 1:12 Tore (Tordifferenz −11)